# Vez (jezikoslovje)
Véz ali kópula je v jezikoslovju jedrni del povedka, na primer glagolskoimenskega. V vlogi vezi v sestavljenem povedku nastopa osebna oblika nepolnopomenskega glagola (na primer glagola biti) ali pa naklonskega glagola. Poleg vezi je v sestavljenem povedku še povedkovo določilo (samostalniška ali pridevniška beseda ali glagol v nedoločniku).

### Primeri
Primeri povedkovih vezi so:
- je lepa
- je bila lepa
- postal je učitelj
- mora delati

(vezi so napisane krepko)